# Az 1960. évi nyári olimpia magyarországi résztvevőinek listája
Az 1960. évi nyári olimpiai játékokon a magyar csapat tagjaként 180 sportoló vett részt, közülük 153 férfi és 27 nő. Az olimpia hivatalos műsorán szereplő tizenkilenc sportág közül tizennyolcban indult magyarországi versenyző. A magyarországi résztvevők sportágankénti megoszlása a következő volt: A következő táblázat ABC-rendben sorolja fel azokat a magyarországi sportolókat, akik az olimpián részt vettek.
| Ábécé szerinti tartalomjegyzék                                                                           |
| --- |
| A, Á B C Cs D Dz Dzs E, É F G Gy H I, Í J K L Ly M N Ny O, Ó Ö, Ő P Q R S Sz T Ty U, Ú Ü, Ű V W X Y Z Zs |

| Sportág, szakág | Helyezések száma | Helyezések száma | Helyezések száma | Helyezések száma | Helyezések száma | Helyezések száma | Olimpiai pont | Indulók száma | Indulók száma | Indulók száma |
| Sportág, szakág | 1.               | 2.               | 3.               | 4.               | 5.               | 6.               | Olimpiai pont | Férfi         | Nő            | Össz.         |
| atlétika        | 0                | 1                | 2                | 1                | 0                | 0                | 16            | 19            | 7             | 26            |
| birkózás        | 0                | 1                | 0                | 2                | 2                | 0                | 15            | 10            | 0             | 10            |
| evezés          | 0                | 0                | 0                | 0                | 0                | 1                | 1             | 9             | 0             | 9             |
| kajak-kenu      | 1                | 3                | 2                | 0                | 1                | 0                | 32            | 7             | 2             | 9             |
| kerékpározás    | 0                | 0                | 0                | 0                | 0                | 0                | 0             | 1             | 0             | 1             |
| kosárlabda      | 0                | 0                | 0                | 0                | 0                | 0                | 0             | 12            | 0             | 12            |
| labdarúgás      | 0                | 0                | 1                | 0                | 0                | 0                | 4             | 16            | 0             | 16            |
| lovaglás        | 0                | 0                | 0                | 0                | 0                | 0                | 0             | 1             | 0             | 1             |
| ökölvívás       | 1                | 0                | 0                | 0                | 1                | 0                | 9             | 6             | 0             | 6             |
| öttusa          | 2                | 1                | 0                | 1                | 0                | 0                | 22            | 3             | 0             | 3             |
| sportlövészet   | 0                | 0                | 0                | 0                | 0                | 0                | 0             | 10            | 0             | 10            |
| súlyemelés      | 0                | 0                | 1                | 1                | 0                | 2                | 9             | 5             | 0             | 5             |
| torna           | 0                | 0                | 0                | 0                | 0                | 0                | 0             | 6             | 6             | 12            |
| úszás           | 0                | 0                | 0                | 1                | 3                | 1                | 10            | 13            | 7             | 20            |
| vitorlázás      | 0                | 0                | 0                | 0                | 0                | 0                | 0             | 5             | 0             | 5             |
| vívás           | 2                | 2                | 0                | 3                | 0                | 0                | 33            | 16            | 5             | 21            |
| vízilabda       | 0                | 0                | 1                | 0                | 0                | 0                | 4             | 14            | 0             | 14            |
|                 |                  |                  |                  |                  |                  |                  |               |               |               |               |
| Összesen        | 6                | 8                | 7                | 9                | 7                | 4                | 155           | 153           | 27            | 180           |

- Bodnár András, Felkai László és Konrád János úszásban és vízilabdában is indult.

## A
| Albert Flórián | labdarúgás | labdarúgás    | Bronz |
| Antal Márta    | atlétika   | gerelyhajítás | 9.    |

## B
| Bácskai Mária         | atlétika      | 4x100 m váltófutás      | 1. fordulóban kiesett |
| Balajcza Tibor        | atlétika      | 20 km gyaloglás         | feladta               |
| Balczó András         | öttusa        | öttusa-csapat           | Arany                 |
| Balczó András         | öttusa        | összetett-egyéni        | 4.                    |
| Balogh Ambrus         | sportlövészet | szabad pisztoly 50 m    | 16.                   |
| Bánfalvi Klára        | kajak-kenu    | kajak-kettes 500 m      | Bronz                 |
| Bánfalvi Klára        | kajak-kenu    | kajak-egyes 500 m       | 5.                    |
| Bánhegyi László       | kosárlabda    | férfi-csapat            | 9.                    |
| Bárány Árpád          | vívás         | párbajtőrvívás-csapat   | 4.                    |
| Baranyai Lajos        | ökölvívás     | pehelysúly              | 17-                   |
| Bartos-Heldt Erzsébet | atlétika      | 4x100 m váltófutás      | 1. fordulóban kiesett |
| Bartos-Heldt Erzsébet | atlétika      | 200 m síkfutás          | 1. fordulóban kiesett |
| Bedekovics Tibor      | evezés        | kormányos négyes        | 6.                    |
| Bejek Géza            | torna         | összetett-egyéni        | 80.                   |
| Bejek Géza            | torna         | összetett-csapat        | 12.                   |
| Bejek Géza            | torna         | talajtorna              | 81-                   |
| Bejek Géza            | torna         | lólengés                | 69-                   |
| Bejek Géza            | torna         | nyújtó                  | 74-                   |
| Bejek Géza            | torna         | korlát                  | 99-                   |
| Bejek Géza            | torna         | gyűrű                   | 88-                   |
| Bejek Géza            | torna         | lóugrás                 | 69-                   |
| Békési Sándor         | torna         | összetett-egyéni        | 84.                   |
| Békési Sándor         | torna         | összetett-csapat        | 12.                   |
| Békési Sándor         | torna         | talajtorna              | 39-                   |
| Békési Sándor         | torna         | lólengés                | 28-                   |
| Békési Sándor         | torna         | nyújtó                  | 112-                  |
| Békési Sándor         | torna         | korlát                  | 66-                   |
| Békési Sándor         | torna         | gyűrű                   | 91.                   |
| Békési Sándor         | torna         | lóugrás                 | 78-                   |
| Bencsik Mária         | torna         | összetett-egyéni        | 46-                   |
| Bencsik Mária         | torna         | összetett-csapat        | 7.                    |
| Bencsik Mária         | torna         | talajtorna              | 44-                   |
| Bencsik Mária         | torna         | lóugrás                 | 44-                   |
| Bencsik Mária         | torna         | felemás korlát          | 62-                   |
| Bencsik Mária         | torna         | gerenda                 | 47.                   |
| Bencze János          | kosárlabda    | férfi-csapat            | 9.                    |
| Bodnár András         | vízilabda     | férfi-csapat            | Bronz                 |
| Bodnár András         | úszás         | 1500 m gyorsúszás       | 1. fordulóban kiesett |
| Boháty Miklós         | kosárlabda    | férfi-csapat            | 9.                    |
| Boros Katalin         | úszás         | 4x100 m gyorsúszó-váltó | 4.                    |
| Boros Katalin         | úszás         | 100 m gyorsúszás        | 2. fordulóban kiesett |
| Boros Ottó            | vízilabda     | férfi-csapat            | Bronz                 |
| Borsányi Árpád        | súlyemelés    | harmatsúly              | 14.                   |

## CS
| Csányi Rajmund     | torna    | összetett-egyéni        | 35.                   |
| Csányi Rajmund     | torna    | összetett-csapat        | 12.                   |
| Csányi Rajmund     | torna    | talajtorna              | 52-                   |
| Csányi Rajmund     | torna    | lólengés                | 34-                   |
| Csányi Rajmund     | torna    | nyújtó                  | 56-                   |
| Csányi Rajmund     | torna    | korlát                  | 20-                   |
| Csányi Rajmund     | torna    | gyűrű                   | 30-                   |
| Csányi Rajmund     | torna    | lóugrás                 | 59-                   |
| Csermák József     | atlétika | kalapácsvetés           | 18.                   |
| Csikány József     | úszás    | 100 m mellúszás         | 2. fordulóban kiesett |
| Csikány József     | úszás    | 4x100 m mellúszás-váltó | 1. fordulóban kiesett |
| Csóka Gizella      | atlétika | 800 m síkfutás          | 7.                    |
| Csutorás Csaba     | atlétika | 200 m síkfutás          | 1. fordulóban kiesett |
| Csutorás Csaba     | atlétika | 400 m síkfutás          | 1. fordulóban kiesett |
| Czvikovszky Ferenc | vívás    | tőrvívás-csapat         | 4.                    |

## D
| Dalnoki Jenő   | labdarúgás    | férfi-csapat                 | Bronz                 |
| Dávid Magda    | úszás         | 100 m mellúszás              | 1. fordulóban kiesett |
| Dávid Magda    | úszás         | 4x100 m vegyesúszás-váltó    | 6.                    |
| Delneky Gábor  | vívás         | kardvívás-csapat             | Arany                 |
| Dévai János    | kerékpározás  | országúti-egyéni             | feladta               |
| Dinesz Béla    | atlétika      | 50 km gyaloglás              | feladta               |
| Dobai Csilla   | úszás         | 100 m gyorsúszás             | 5.                    |
| Dobai Csilla   | úszás         | 4x100 m gyorsúszás-váltó     | 4.                    |
| Dobai Csilla   | úszás         | 4x100 m vegyesúszás-váltó    | 6.                    |
| Dobay Gyula    | úszás         | 100 m gyorsúszás             | 5.                    |
| Dobay Gyula    | úszás         | 4x200 m gyorsúszás-váltó     | 1. fordulóban kiesett |
| Dóra József    | műugrás       | műugrás                      | 30.                   |
| Dóra József    | műugrás       | toronyugrás                  | 23.                   |
| Dosztály János | sportlövészet | kisöbű sportpuska-fekvő-50 m | 21.                   |
| Dömölky Lídia  | vívás         | női tőrvívás-csapat          | Ezüst                 |
| Dömölky Lídia  | vívás         | tőrvívás-egyéni              | 2. fordulóban kiesett |
| Dömötör Zoltán | vízilabda     | férfi-csapat                 | Bronz                 |
| Ducza Anikó    | torna         | összetett-egyéni             | 22-                   |
| Ducza Anikó    | torna         | összetett-csapat             | 7.                    |
| Ducza Anikó    | torna         | talajtorna                   | 7.                    |
| Ducza Anikó    | torna         | lóugrás                      | 21.                   |
| Ducza Anikó    | torna         | felemás korlát               | 29-                   |
| Ducza Anikó    | torna         | gerenda                      | 57-                   |
| Dudás Zoltán   | labdarúgás    | férfi-csapat                 | Bronz                 |
| Dunai János    | labdarúgás    | férfi-csapat                 | Bronz                 |

## E
| Egerváry Márta | úszás      | 100 m pillangóúszás       | 1. fordulóban kiesett |
| Egerváry Márta | úszás      | 4x100 m vegyesúszás-váltó | 6.                    |
| Egresi Vilma   | kajak-kenu | kajak-kettes 500 m        | Bronz                 |

## F
| Faragó Lajos   | labdarúgás | férfi-csapat             | Bronz                 |
| Farkas Imre    | kajak-kenu | kenu-kettes 1000 m       | Bronz                 |
| Felkai László  | vízilabda  | férfi-csapat             | Bronz                 |
| Felkai László  | úszás      | 200 m mellúszás          | 1. fordulóban kiesett |
| Földi Imre     | súlyemelés | légsúly                  | 6.                    |
| Förstner Klára | torna      | összetett-egyéni         | 34-                   |
| Förstner Klára | torna      | összetett-csapat         | 7.                    |
| Förstner Klára | torna      | talajtorna               | 49.                   |
| Förstner Klára | torna      | lóugrás                  | 34-                   |
| Förstner Klára | torna      | felemás korlát           | 45.                   |
| Förstner Klára | torna      | gerenda                  | 39.                   |
| Frank Mária    | úszás      | 400 m gyorsúszás         | 1. fordulóban kiesett |
| Frank Mária    | úszás      | 4x100 m gyorsúszás-váltó | 4.                    |
| Füle Judit     | torna      | összetett-egyéni         | 19.                   |
| Füle Judit     | torna      | összetett-csapat         | 7.                    |
| Füle Judit     | torna      | talajtorna               | 26.                   |
| Füle Judit     | torna      | lóugrás                  | 22-                   |
| Füle Judit     | torna      | felemás korlát           | 37-                   |
| Füle Judit     | torna      | gerenda                  | 16.                   |
| Fülöp Mihály   | vívás      | tőrvívás-csapat          | 4.                    |
| Fülöp Mihály   | vívás      | tőrvívás-egyéni          | 4. fordulóban kiesett |

## G
| Gabányi László  | kosárlabda | férfi-csapat              | 9.                    |
| Gábor Tamás     | vívás      | párbajtőrvívás-csapat     | 4.                    |
| Gábor Tamás     | vívás      | párbajtőrvívás-egyéni     | 3. fordulóban kiesett |
| Gerevich Aladár | vívás      | kardvívás-csapat          | Arany                 |
| Gerevich Aladár | vívás      | kardvívás-egyéni          | 4. fordulóban kiesett |
| Glatz Árpád     | kosárlabda | férfi-csapat              | 9.                    |
| Göröcs János    | labdarúgás | férfi-csapat              | Bronz                 |
| Greminger János | kosárlabda | férfi-csapat              | 9.                    |
| Gurics György   | birkózás   | kötött fogás-középsúly    | 24.                   |
| Gurics György   | birkózás   | szabad fogás-félnehézsúly | 8-                    |

## Gy
| Gyarmati Dezső  | vízilabda     | férfi-csapat              | Bronz |
| Gyönyörű József | sportlövészet | gyorstüzelő pisztoly-25 m | 25.   |
| Gyuricza József | vívás         | tőrvívás-csapat           | 4.    |

## H
| Hecker Gerhart    | atlétika      | maratonfutás                   | feladta               |
| Hecker Gerhart    | atlétika      | 3000 m akadályfutás            | 1. fordulóban kiesett |
| Hevesi István     | vízilabda     | férfi-csapat                   | Bronz                 |
| Hódos Imre        | birkózás      | kötött fogás-harmatsúly        | 11.                   |
| Holényi Imre      | vitorlázás    | könnyűsúlyú kétszemélyes dingi | 13.                   |
| Hollósi Géza      | birkózás      | szabad fogás-középsúly         | 5-                    |
| Holup János       | sportlövészet | kisöbű puska-összetett 50 m    | 8.                    |
| Hornyánszky Tamás | úszás         | 400 m gyorsúszás               | 1. fordulóban kiesett |
| Horváth Ferenc    | kerékpározás  | országúti-egyéni               | feladta               |
| Horváth Zoltán    | vívás         | kardvívás-csapat               | Arany                 |
| Horváth Zoltán    | vívás         | kardvívás-egyéni               | Ezüst                 |
| Huszka Mihály     | súlyemelés    | könnyűsúly                     | 6.                    |

## I
| Iharos Sándor | atlétika | 5 000 m futás  | 10. |
| Iharos Sándor | atlétika | 10 000 m futás | 11. |

## J
| Jeney László   | vízilabda  | férfi-csapat        | Bronz                 |
| Jónás Ildikó   | atlétika   | 4x100 m váltófutás  | 1. fordulóban kiesett |
| Judik Zoltán   | kosárlabda | férfi-csapat        | 9.                    |
| Juhász Katalin | vívás      | női tőrvívás-csapat | Ezüst                 |
| Jutasi István  | vitorlázás | csillaghajó         | 12.                   |

## K
| Kamuti Jenő       | vívás         | tőrvívás-egyéni            | 3. fordulóban kiesett |
| Kamuti Jenő       | vívás         | tőrvívás-csapat            | 4.                    |
| Kamuti László     | vívás         | tőrvívás-egyéni            | 2. fordulóban kiesett |
| Kamuti László     | vívás         | tőrvívás-csapat            | 4.                    |
| Kanizsa Tivadar   | vízilabda     | férfi-csapat               | Bronz                 |
| Karcsú Imre       | lovaglás      | lóvastusa-egyéni           | helyezetlen           |
| Karcsú Imre       | lovaglás      | lóvastusa-csapat           | helyezetlen           |
| Kárpáti György    | vízilabda     | férfi-csapat               | Bronz                 |
| Kárpáti Rudolf    | vívás         | kardvívás-csapat           | Arany                 |
| Kárpáti Rudolf    | vívás         | kardvívás-egyéni           | Arany                 |
| Katona András     | vízilabda     | férfi-csapat               | Bronz                 |
| Katona József     | úszás         | 400 m gyorsúszás           | 1. fordulóban kiesett |
| Katona József     | úszás         | 1500 m gyorsúszás          | 5.                    |
| Katona József     | úszás         | 4x200 m gyorsúszás-váltó   | 1. fordulóban kiesett |
| Kausz István      | vívás         | kardvívás-egyéni           | 4. fordulónan kiesett |
| Kausz István      | vívás         | kardvívás-csapat           | 4.                    |
| Kazi Olga         | atlétika      | 800 m síkfutás             | 1. fordulóban kiesett |
| Kellermann József | birkózás      | szabad fogás-pehelysúly    | 12-                   |
| Kellner Ferenc    | ökölvívás     | könnyűsúly                 | 5-                    |
| Kemecsey Imre     | kajak-kenu    | 4x500 m kajak-váltó        | Ezüst                 |
| Keszthelyi Rudolf | torna         | összetett-egyéni           | 49.                   |
| Keszthelyi Rudolf | torna         | összetett-csapat           | 12.                   |
| Keszthelyi Rudolf | torna         | talajtorna                 | 22-                   |
| Keszthelyi Rudolf | torna         | lólengés                   | 52-                   |
| Keszthelyi Rudolf | torna         | nyújtó                     | 54-                   |
| Keszthelyi Rudolf | torna         | korlát                     | 70-                   |
| Keszthelyi Rudolf | torna         | gyűrű                      | 43-                   |
| Keszthelyi Rudolf | torna         | lóugrás                    | 69-                   |
| Killermann Klára  | úszás         | 200 m mellúszás            | 1. fordulóban kiesett |
| Killermann Klára  | úszás         | 4x100 m vegyesúszás-váltó  | 6.                    |
| Kiss Lajos        | evezés        | négyevezős                 | 2. fordulóban kiesett |
| Kiss László       | úszás         | 200 m pillangó úszás       | 1. fordulóban kiesett |
| Kiss László       | úszás         | 4x100 m vegyesúszás-váltó  | 1. fordulóban kiesett |
| Klics Ferenc      | atlétika      | diszkoszvetés              | 10.                   |
| Konkoly János     | műugrás       | műugrás                    | 24.                   |
| Konkoly János     | műugrás       | toronyugrás                | 19.                   |
| Konrád János      | vízilabda     | férfi-csapat               | Bronz                 |
| Konrád János      | úszás         | 100 m mellúszás            | 1. fordulóban kiesett |
| Kovács Csaba      | evezés        | kormányos négyes           | 6.                    |
| Kovács Ferenc     | labdarúgás    | férfi-csapat               | Bronz                 |
| Kovács József     | atlétika      | 10 000 m futás             | 15.                   |
| Kovács Lajos      | atlétika      | 800 m síkfutás             | 2. fordulóban kiesett |
| Kovács Lajos      | atlétika      | 1500 m futás               | 1. fordulóban kiesett |
| Kovács Pál        | vívás         | kardvívás-csapat           | Arany                 |
| Kozma István      | birkózás      | kötött fogás-félnehézsúly  | 4.                    |
| Krebs Sándor      | sportlövészet | sportpuska-összetett 300 m | 8.                    |
| Kulcsár Gergely   | atlétika      | gerelyhajítás              | Bronz                 |
| Kulin Károly      | sportlövészet | trap                       | 31.                   |
| Kun Ferenc        | sportlövészet | gyorstüzelő pisztoly 25 m  | 15.                   |
| Kunsági György    | úszás         | 200 m mellúszás            | 2. fordulóban kiesett |
| Kunsági György    | úszás         | 4x100 m vegyesúszás-váltó  | 1. fordulóban kiesett |

## L
| Lantos László | úszás      | 100 m gyorsúszás          | 2. fordulóban kiesett |
| Lantos László | úszás      | 4x200 m gyorsúszás-váltó  | 1. fordulóban kiesett |
| Lantos László | úszás      | 4x100 m vegyesúszás-váltó | 1. fordulóban kiesett |
| Lengyel Gyula | evezés     | kétpárevezős              | 2. fordulóban kiesett |
| Lengyel Gyula | evezés     | kormányos négyes          | 6.                    |
| Liptay István | kosárlabda | férfi-csapat              | 9.                    |

## M
| Markovits Kálmán  | vízilabda  | férfi-csapat             | Bronz                 |
| Marosi József     | vívás      | kardvívás-csapat         | 4.                    |
| Marvalics Györgyi | vívás      | női tőrvívás-csapat      | Ezüst                 |
| Mayer Mihály      | vízilabda  | férfi-csapat             | Bronz                 |
| Mendelényi Tamás  | vívás      | kardvívás-csapat         | Arany                 |
| Mester János      | torna      | összetett-egyéni         | 75.                   |
| Mester János      | torna      | összetett-csapat         | 12.                   |
| Mester János      | torna      | talajtorna               | 66-                   |
| Mester János      | torna      | lólengés                 | 81-                   |
| Mester János      | torna      | nyújtó                   | 87-                   |
| Mester János      | torna      | korlát                   | 65-                   |
| Mester János      | torna      | gyűrű                    | 91.                   |
| Mester János      | torna      | lóugrás                  | 38-                   |
| Mészáros György   | kajak-kenu | kenu-kettes 1000 m       | Ezüst                 |
| Mészáros György   | kajak-kenu | 4x500 m kajak-váltó      | Ezüst                 |
| Molnár Albin      | vitorlázás | csillaghajó              | 13.                   |
| Móra László       | lovaglás   | lóvastusa-csapat         | helyezetlen           |
| Munkácsi Antónia  | atlétika   | 200 m síkfutás           | 1. fordulóban kiesett |
| Munkácsi Antónia  | atlétika   | 4x100 m futás-váltó      | 1. fordulóban kiesett |
| Munteán László    | evezés     | kétpárevezős             | 2. fordulóban kiesett |
| Munteán László    | evezés     | kormányos négyes         | 6.                    |
| Müller György     | úszás      | 4x200 m gyorsúszás-váltó | 1. fordulóban kiesett |
| Müller Katalin    | torna      | összetett-egyéni         | 38.                   |
| Müller Katalin    | torna      | összetett-csapat         | 7.                    |
| Müller Katalin    | torna      | talajtorna               | 52-                   |
| Müller Katalin    | torna      | lóugrás                  | 44-                   |
| Müller Katalin    | torna      | felemás korlát           | 55-                   |
| Müller Katalin    | torna      | gerenda                  | 17-                   |

## N
| Nagy Imre      | öttusa     | öttusa-csapat | Arany |
| Nagy Imre      | öttusa     | öttusa-egyéni | Ezüst |
| Nagy József    | ökölvívás  | harmatsúly    | 9-    |
| Nagy Zsigmond  | atlétika   | súlylökés     | 14.   |
| Németh Ferenc  | öttusa     | öttusa-csapat | Arany |
| Németh Ferenc  | öttusa     | öttusa-egyéni | Arany |
| Noszály Sándor | atlétika   | távolugrás    | 13.   |
| Novák Dezső    | labdarúgás | férfi-csapat  | Bronz |

## Ny
| Nyári Magda | vívás | női tőrvívás-csapat | Ezüst                 |
| Nyári Magda | vívás | tőrvívás-egyéni     | 3. fordulóban kiesett |

## O
| Orosz Pál | labdarúgás | férfi-csapat | Bronz |

## P
| Pál György   | ökölvívás  | kisváltósúly              | 9-                    |
| Pál Tibor    | labdarúgás | férfi-csapat              | Bronz                 |
| Parsch Péter | atlétika   | 800 m síkfutás            | 1. fordulóban kiesett |
| Parsch Péter | atlétika   | 1500 m futás              | 1. fordulóban kiesett |
| Parti János  | kajak-kenu | kenu-egyes 1000 m         | Arany                 |
| Piti Péter   | birkózás   | kötött fogás-félnehézsúly | 4.                    |
| Pólik György | kosárlabda | férfi-csapat              | 9.                    |
| Polyák Imre  | birkózás   | kötött fogás-pehelysúly   | Ezüst                 |

## R
| Rákosi Gyula       | labdarúgás | férfi-csapat           | Bronz                 |
| Rejtő Ildikó       | vívás      | női tőrvívás-csapat    | Ezüst                 |
| Rejtő Ildikó       | vívás      | tőrvívás-egyéni        | 3. fordulóban kiesett |
| Reznák János       | birkózás   | szabad fogás-nehézsúly | 6.                    |
| Rizmayer Antal     | birkózás   | kötött fogás-váltósúly | 7.                    |
| Rózsavölgyi István | atlétika   | 1500 m síkfutás        | Bronz                 |
| Rózsavölgyi István | atlétika   | 800 m síkfutás         | 1. fordulóban kiesett |
| Rusorán Péter      | vízilabda  | férfi-csapat           | Bronz                 |

## S
| Sákovics József | vívás         | tőrvívás-csapat             | 4.                    |
| Sákovics József | vívás         | kardvívás-egyéni            | 4.                    |
| Sákovics József | vívás         | kardvívás-csapat            | 4.                    |
| Sarlós György   | evezés        | négyevezős                  | 2. fordulóban kiesett |
| Sátori Imre     | labdarúgás    | férfi-csapat                | Bronz                 |
| Sátori József   | evezés        | négyevezős                  | 2. fordulóban kiesett |
| Sebők László    | ökölvívás     | váltósúly                   | 17-                   |
| Simkó Imre      | sportlövészet | kisöbű puska-összetett 50 m | 15.                   |
| Simkó Imre      | sportlövészet | kisöbű puska-fekvő          | 30.                   |
| Simon Attila    | atlétika      | 3000 m akadályfutás         | 1. fordulóban kiesett |
| Simon János     | kosárlabda    | férfi-csapat                | 9.                    |
| Solymosi Ernő   | labdarúgás    | férfi-csapat                | Bronz                 |
| Somlay Lajos    | lovaglás      | lovastusa-egyéni            | helyezetlen           |
| Söre János      | kerékpározás  | 1000 m időfutam             | 10.                   |
| Stámusz Ferenc  | kerékpározás  | országúti-egyéni            | feladta               |
| Suti István     | lovaglás      | lovastusa-egyéni            | 10.                   |
| Suti István     | lovaglás      | lovastusa-csapat            | helyezetlen           |

## SZ
| Szabó Miklós     | sportlövészet | sportpuska-összetett 300 m | 18.                   |
| Szabó Miklós     | atlétika      | 5000 m futás               | 1. fordulóban kiesett |
| Szécsényi József | atlétika      | diszkoszvetés              | 4.                    |
| Székely Györgyi  | vívás         | női tőrvívás-csapat        | Ezüst                 |
| Szekeres Béla    | atlétika      | 5000 m futás               | 1. fordulóban kiesett |
| Szente András    | kajak-kenu    | kenu-kettes 1000 m         | Ezüst                 |
| Szente András    | kajak-kenu    | kajak-váltó 4x500 m        | Ezüst                 |
| Szomjas Ede      | sportlövészet | trap                       | 19-                   |
| Szöllösi Imre    | kajak-kenu    | kenu-egyes 1000 m          | Ezüst                 |
| Szöllösi Imre    | kajak-kenu    | kajak-váltó 4x500 m        | Ezüst                 |

## T
| Tass Olga      | torna        | összetett-egyéni         | 40.                   |
| Tass Olga      | torna        | összetett-csapat         | 7.                    |
| Tass Olga      | torna        | talajtorna               | 18.                   |
| Tass Olga      | torna        | lóugrás                  | 44-                   |
| Tass Olga      | torna        | felemás korlát           | 26-                   |
| Tass Olga      | torna        | gerenda                  | 74.                   |
| Telegdy István | vitorlázás   | csillaghajó              | 12.                   |
| Temesvári Anna | úszás        | 4x100 m gyorsúszás-váltó | 4.                    |
| Temesvári Anna | úszás        | 100 m mellúszás          | 1. forduloban kiesett |
| Temesvári Ottó | kosárlabda   | férfi-csapat             | 9.                    |
| Tolnai Kálmán  | vitorlázás   | finn dingi               | 25.                   |
| Tóth Géza      | súlyemelés   | félnehézsúly             | 4.                    |
| Tóth Gyula     | birkózás     | szabad fogás-váltósúly   | 20-                   |
| Törő András    | kajak-kenu   | kenu-kettes 1000 m       | Bronz                 |
| Török Gábor    | labdarúgás   | férfi-csapat             | Bronz                 |
| Török Győző    | kerékpározás | országúti-egyéni         | feladta               |
| Török Gyula    | ökölvívás    | légsúly                  | Arany                 |

## V
| Varga Lajos     | torna      | összetett-egyéni | 32.   |
| Varga Lajos     | torna      | összetett-csapat | 12.   |
| Varga Lajos     | torna      | talajtorna       | 52-   |
| Varga Lajos     | torna      | lólengés         | 34-   |
| Varga Lajos     | torna      | nyújtó           | 26-   |
| Varga Lajos     | torna      | korlát           | 46-   |
| Varga Lajos     | torna      | gyűrű            | 25-   |
| Varga Lajos     | torna      | lóugrás          | 57-   |
| Várhidi Pál     | labdarúgás | férfi-csapat     | Bronz |
| Veres Győző     | súlyemelés | váltósúly        | Bronz |
| Vilezsál Oszkár | labdarúgás | férfi-csapat     | Bronz |

## W
| Wágner Pál | evezés | kormányos kettes | 2. fordulóban kiesett |
| Wágner Pál | evezés | kormányos négyes | 6.                    |

## Zs
| Zsivótzky Gyula  | atlétika   | kalapácsvetés | Ezüst                 |
| Zsíros Tibor     | kosárlabda | férfi-csapat  | 9.                    |
| Zsitnik Béla dr. | evezés     | négyevezős    | 2. fordulóban kiesett |